# 80 South Street
Le 80 South Street était un projet de gratte-ciel situé à New York (New York, États-Unis).
Ce projet a été abandonné en avril 2008. Prévu pour être construit dans le quartier de Lower Manhattan et achevé en 2009, il a été dessiné par l'architecte espagnol Santiago Calatrava.
S'il avait été achevé, il serait devenu le 3e building le plus haut de la ville de New York (après l'Empire State Building et la Bank of America Tower) et le 8e plus haut des États-Unis.
Un nouveau projet, moins haut, a été annoncé en 2012.